# Purari
Le Purari est un fleuve de Papouasie-Nouvelle-Guinée dont la source est située au sud de la chaîne de montagnes centrale de l'île de Nouvelle-Guinée. Situé entièrement dans la province de Gulf, il parcourt 470 km jusqu'à son embouchure dans le Golfe de Papouasie. C'est le troisième plus long cours d'eau de Papouasie-Nouvelle-Guinée et son bassin versant s'étend sur 33 670 km2.